# کنی بیکر
کنی بیکر (انگلیسی: Kenny Baker؛ زادهٔ ۲۴ اوت ۱۹۳۴-درگذشت ۱۳ اوت ۲۰۱۶) یک هنرپیشه، و بازیگر سینما اهل انگلستان بود.
بیکر انگلیسی، بازیگر نقش روبات در 6 فیلم محبوب جنگ ستارگان بود. او پیش از شروع فعالیت حرفه ای اش مدتی در سیرک کار کرد، مدتی هم به اجرای پانتومیم و نمایش روی یخ مشغول بود. کِنی یکی از کوتاه قامتانِ دوست داشتنی و معروف سینما بود که وقتی فوت کرد هالیوود به تجلیل از او پرداخت.
از فیلم‌ها یا برنامه‌های تلویزیونی که وی در آن نقش داشت، می‌توان به جنگ ستارگان، جنگ ستارگان اپیزود سوم: انتقام سیت، جنگ ستارگان اپیزود اول: تهدید شبح، جنگ ستارگان اپیزود دوم: حمله کلون‌ها، امپراتوری ضربه می‌زند، بازگشت جدای، آمادئوس، فلش گوردون و گوژپشت نتردام اشاره کرد.